# Woodville (Maine)
Woodville és una població dels Estats Units a l'estat de Maine (EUA). Segons el cens del 2000 tenia 286 habitants.

## Demografia
Segons el cens del 2000, Woodville tenia 286 habitants, 103 habitatges, i 80 famílies. La densitat de població era de 2,6 habitants/km².
Dels 103 habitatges en un 32% hi vivien nens de menys de 18 anys, en un 71,8% hi vivien parelles casades, en un 5,8% dones solteres, i en un 21,4% no eren unitats familiars. En el 16,5% dels habitatges hi vivien persones soles el 6,8% de les quals corresponia a persones de 65 anys o més que vivien soles. El nombre mitjà de persones vivint en cada habitatge era de 2,78 i el nombre mitjà de persones que vivien en cada família era de 3,1.
Per edats la població es repartia de la següent manera: un 28,3% tenia menys de 18 anys, un 5,6% entre 18 i 24, un 26,6% entre 25 i 44, un 32,9% de 45 a 60 i un 6,6% 65 anys o més.
L'edat mediana era de 38 anys. Per cada 100 dones de 18 o més anys hi havia 99 homes.
La renda mediana per habitatge era de 35.625 $ i la renda mediana per família de 38.125 $. Els homes tenien una renda mediana de 41.250 $ mentre que les dones 19.375 $. La renda per capita de la població era de 15.491 $. Entorn del 8,7% de les famílies i el 7,3% de la població estaven per davall del llindar de pobresa.